# Bender
För andra betydelser, se Bender (olika betydelser).
Bender (tidigare Tighina;  i Rumänien och Moldavien heter staden Tighina; på ryska Бендеры, Bendery) är en stad i utbrytarrepubliken Transnistrien i Moldavien, belägen på västra stranden av floden Dnestr. 
Staden, som bland annat har betydande elektronik- och livsmedelsindustri, har cirka 97 000 invånare. 

## Betydelse i Sveriges historia
I Sverige är staden känd från kalabaliken i Bender år 1713 då Karl XII blev tillfångatagen under sin vistelse i det dåvarande Osmanska riket.

## Fotogalleri

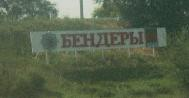
Benders stadsskylt
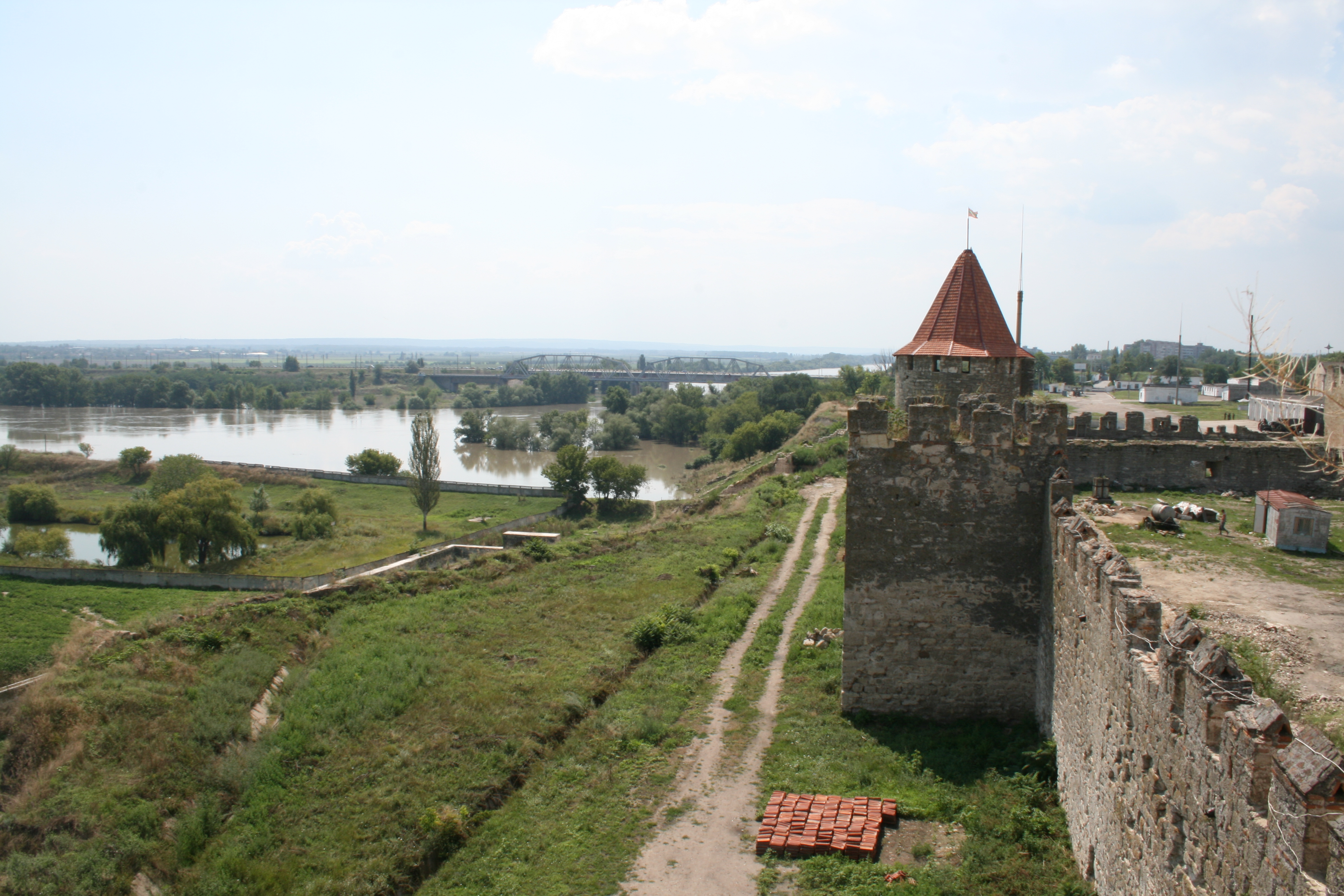
Fortet
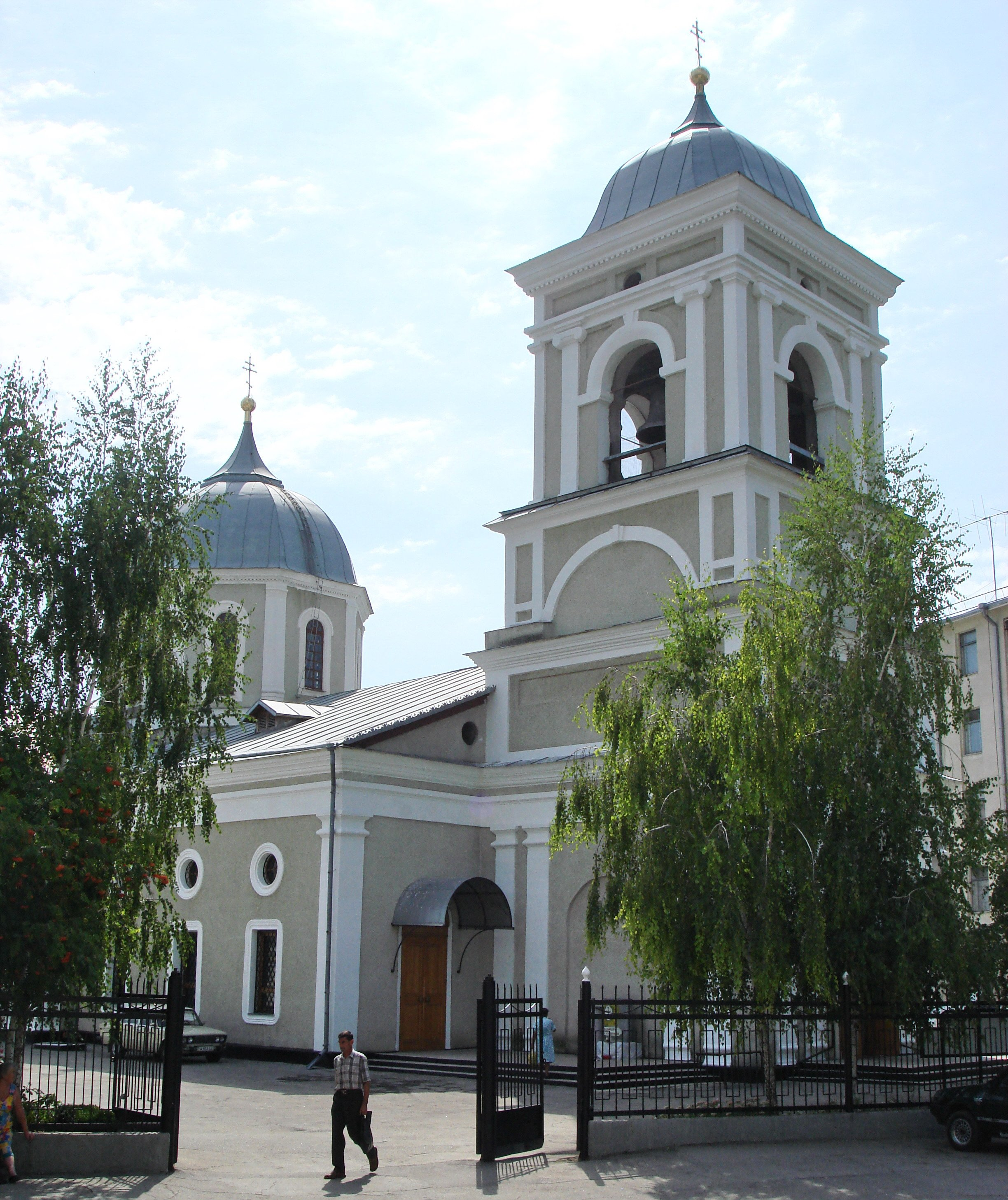
Katedralen i Bender
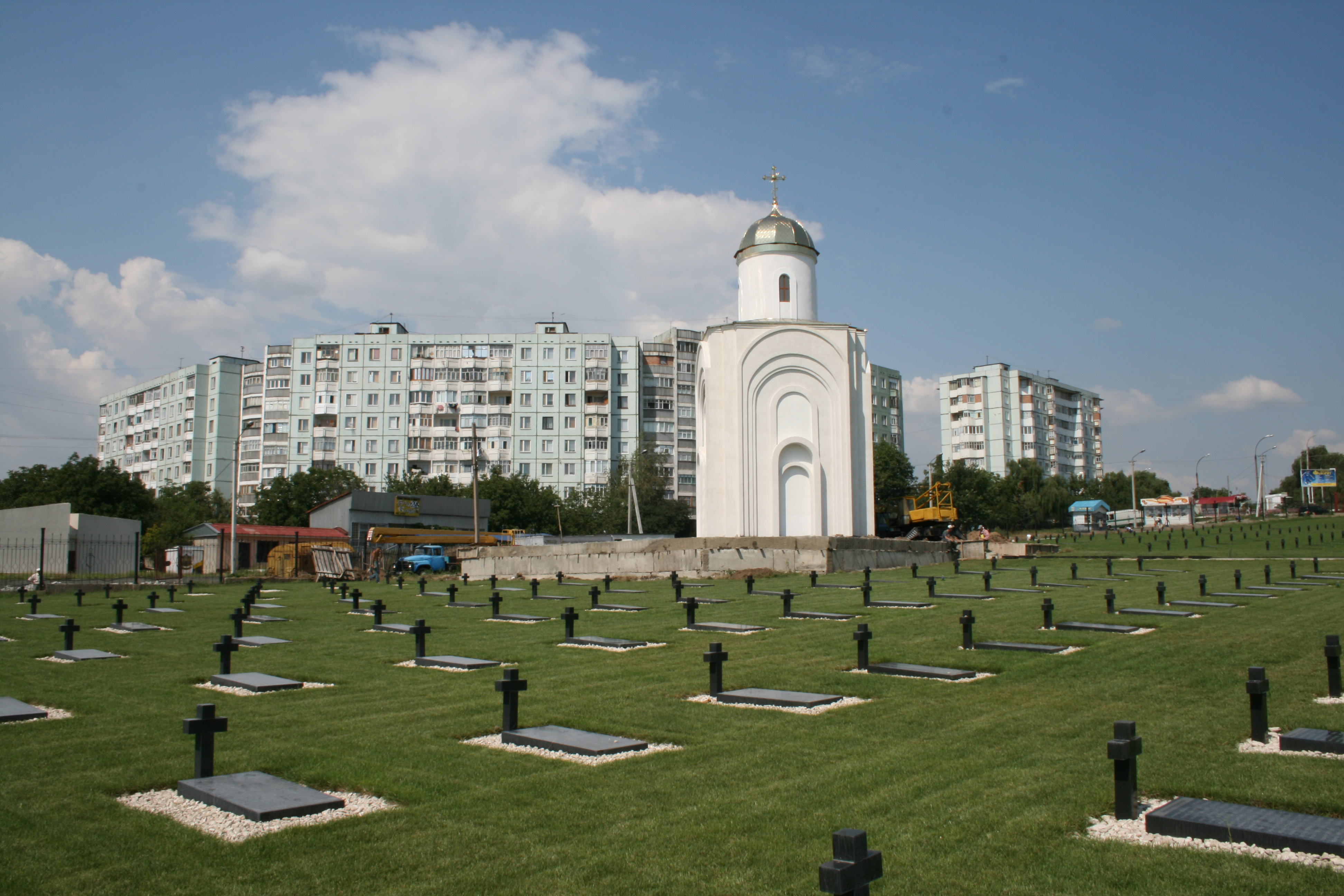
Begravningsplats
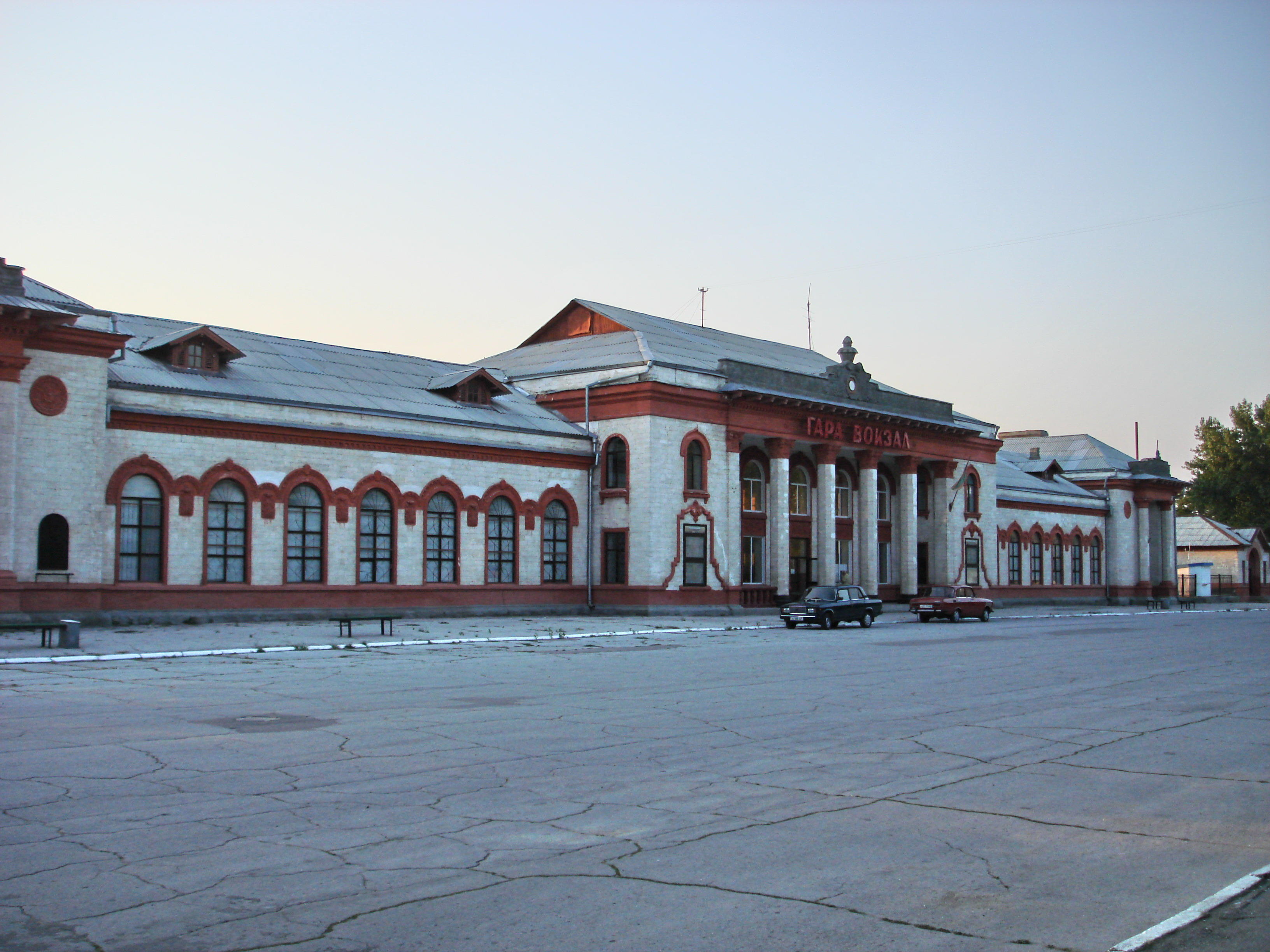
Järnvägsstationen